# Elionor de Vermandois
Elionor de Vermandois, nascuda cap a 1148/1149, morta el juny 1213, filla de Raül I, comte de Vermandois i de Valois, i de Peronel·laa d'Aquitània. A la mort de la seva germana Elisabet de Vermandois (1183), el seu cunyat Felip d'Alsàcia va conservar els comtats de Vermandois i de Valois, però els va haver de cedir a Felip II de França el 1185.
Es va casar quatre vegades: 
1. El 1162 amb Godefroy d'Hainaut (? 1163), comte d'Ostrevant (Ostrevent), fill (premort) del comte Balduí IV d'Hainaut.
2. El 1164 amb Guillem IV († 1168), comte de Nevers.
3. El 1171 amb Mateu d'Alsàcia (vers 1137 † 1173), comte de Boulogne.
4. El 1175 amb Mateu III († 1208) comte de Beaumont-sur-Oise.